# Copa do Brasil de Futebol de 2017
A Copa do Brasil de 2017 (por questões de patrocínio, Copa Continental Pneus do Brasil de 2017) foi a 29.ª edição dessa competição brasileira de futebol organizada pela Confederação Brasileira de Futebol, com início em 8 de fevereiro e término em 27 de setembro. A definição dos mandos de campo acontece através de sorteio organizado pela CBF. O Cruzeiro sagrou-se campeão e garantiu a vaga para a Copa Libertadores da América de 2018.

## Regulamento
A Copa do Brasil começou dia 8 de fevereiro e terminou no dia 27 de setembro, com 23 datas disponíveis. Foram oito fases: cinco no primeiro semestre e três no segundo. As duas primeiras fases foram em jogos únicos, utilizando-se quatro datas, duas por fase. O campeão Cruzeiro se classificou para a Copa Libertadores da América de 2018.
A edição 2017 contou com 91 equipes. A primeira fase foi disputada por 80 clubes. Os restantes 11 times entraram nas oitavas de final: 8 times que disputam a Copa Libertadores da América de 2017 (que a partir deste ano foi a quinta fase), assim como os campeões da Série B, da Copa do Nordeste e da Copa Verde de 2016.
Além disso, a classificação para a Copa Sul-Americana volta a ser definida através do Campeonato Brasileiro, do 7° ao 12° colocado, e não mais com as seis equipes mais bem posicionadas no torneio e eliminadas até a terceira fase da Copa do Brasil. Assim, a partir desta edição, os times que disputam a Copa Sul-Americana puderam disputar a Copa do Brasil.

## Transmissão
Desde 1999, a Rede Globo e o SporTV detêm todos os direitos de mídia (exceto radiofônicos) em território nacional da Copa do Brasil. Ainda assim, a Globo faz questão de revender os direitos para as demais emissoras brasileiras. Na TV Aberta, somente a Globo transmitiu.
Na TV por assinatura, depois de 8 edições, a ESPN Brasil deixou de transmitir a competição. Por outro lado, SporTV e Fox Sports continuam, porém, cada uma teve direito a metade das partidas, ou seja, uma não irá transmitir o jogo da outra (exceto a final).
Os direitos de propaganda nos estádios e de comercialização para o exterior pertencem à empresa Traffic.

## Participantes

### Estaduais e seletivas
| UF                  | Clube                  | Forma de classificação                                |
| ------------------- | ---------------------- | ----------------------------------------------------- |
| Acre                | Atlético Acreano       | Campeão do Estadual 2016                              |
| Acre                | Rio Branco-AC          | Vice-campeão do Estadual 2016                         |
| Alagoas             | CRB                    | Campeão do Estadual 2016                              |
| Alagoas             | CSA                    | Vice-campeão do Estadual 2016                         |
| Alagoas             | Murici                 | 3º colocado do Estadual 2016                          |
| Amapá               | Santos-AP              | Campeão do Estadual 2016                              |
| Amazonas            | Fast Clube             | Campeão do Estadual 2016                              |
| Amazonas            | Princesa do Solimões   | Vice-campeão do Estadual 2016                         |
| Bahia               | Vitória                | Campeão do Estadual 2016                              |
| Bahia               | Bahia                  | Vice-campeão do Estadual 2016                         |
| Bahia               | Vitória da Conquista   | Campeão da Copa Governador do Estado da Bahia de 2016 |
| Ceará               | Fortaleza              | Campeão do Estadual 2016                              |
| Ceará               | Atlético Cearense      | Vice-campeão do Estadual 2016                         |
| Ceará               | Guarani de Juazeiro    | Campeão da Copa Fares Lopes de 2016                   |
| Distrito Federal    | Luziânia               | Campeão do Metropolitano 2016                         |
| Distrito Federal    | Ceilândia              | Vice-campeão do Metropolitano 2016                    |
| Espírito Santo      | Desportiva Ferroviária | Campeão do Estadual 2016                              |
| Goiás               | Goiás                  | Campeão do Estadual 2016                              |
| Goiás               | Anápolis               | Vice-campeão do Estadual 2016                         |
| Goiás               | Vila Nova              | 4º colocado do Estadual 2016                          |
| Maranhão            | Moto Club              | Campeão do Estadual 2016                              |
| Maranhão            | Sampaio Corrêa         | Vice-campeão do Estadual 2016                         |
| Mato Grosso         | Luverdense             | Campeão do Estadual 2016                              |
| Mato Grosso         | Sinop                  | Vice-campeão do Estadual 2016                         |
| Mato Grosso         | Cuiabá                 | Campeão da Copa FMF de 2016                           |
| Mato Grosso do Sul  | Sete de Dourados       | Campeão do Estadual 2016                              |
| Mato Grosso do Sul  | Comercial-MS           | Vice-campeão do Estadual 2016                         |
| Minas Gerais        | América Mineiro        | Campeão do Estadual 2016                              |
| Minas Gerais        | Cruzeiro               | 3º colocado do Estadual 2016                          |
| Minas Gerais        | URT                    | 4° colocado do Estadual 2016                          |
| Minas Gerais        | Caldense               | 5° colocado do Estadual 2016                          |
| Pará                | São Francisco-PA       | Vice-campeão do Estadual 2016                         |
| Pará                | São Raimundo-PA        | 3º colocado do Estadual 2016                          |
| Pará                | Remo                   | 4º colocado do Estadual 2016                          |
| Paraíba             | Campinense             | Campeão do Estadual 2016                              |
| Paraíba             | Botafogo-PB            | Vice-campeão do Estadual 2016                         |
| Paraná              | Coritiba               | Vice-campeão do Estadual 2016                         |
| Paraná              | Paraná                 | 3º colocado do Estadual 2016                          |
| Paraná              | PSTC                   | 4º colocado do Estadual 2016                          |
| Pernambuco          | Sport                  | Vice-campeão do Estadual 2016                         |
| Pernambuco          | Náutico                | 3º colocado do Estadual 2016                          |
| Pernambuco          | Salgueiro              | 4º colocado do Estadual 2016                          |
| Piauí               | River-PI               | Campeão do Estadual 2016                              |
| Piauí               | Altos                  | Vice-campeão do Estadual 2016                         |
| Rio de Janeiro      | Vasco da Gama          | Campeão do Estadual 2016                              |
| Rio de Janeiro      | Fluminense             | 3º colocado do Estadual 2016                          |
| Rio de Janeiro      | Volta Redonda          | 5º colocado do Estadual 2016                          |
| Rio de Janeiro      | Boavista               | 6º colocado do Estadual 2016                          |
| Rio de Janeiro      | Friburguense           | Vice-campeão da Copa Rio 2016                         |
| Rio Grande do Norte | ABC                    | Campeão do Estadual 2016                              |
| Rio Grande do Norte | América de Natal       | Vice-campeão do Estadual 2016                         |
| Rio Grande do Norte | Globo                  | 3° colocado do Estadual 2016                          |
| Rio Grande do Sul   | Internacional          | Campeão do Estadual 2016                              |
| Rio Grande do Sul   | Juventude              | Vice-campeão do Estadual 2016                         |
| Rio Grande do Sul   | São José-RS            | 4º colocado do Estadual 2016                          |
| Rio Grande do Sul   | Ypiranga de Erechim    | Vice-campeão da Super Copa Gaúcha 2016                |
| Rondônia            | Rondoniense            | Campeão do Estadual 2016                              |
| Roraima             | São Raimundo-RR        | Campeão do Estadual 2016                              |
| Santa Catarina      | Joinville              | Vice-campeão do Estadual 2016                         |
| Santa Catarina      | Criciúma               | 3º colocado do Estadual 2016                          |
| Santa Catarina      | Figueirense            | 4º colocado do Estadual 2016                          |
| Santa Catarina      | Brusque                | 5º colocado do Estadual 2016                          |
| São Paulo           | Audax                  | Vice-campeão do Estadual 2016                         |
| São Paulo           | Corinthians            | 3º colocado do Estadual 2016                          |
| São Paulo           | São Bento              | 5° colocado do Estadual 2016                          |
| São Paulo           | Santo André            | Campeão da Série A2 do Estadual 2016                  |
| São Paulo           | Ferroviária            | Vice-campeão da Copa Paulista 2016                    |
| Sergipe             | Sergipe                | Campeão do Estadual 2016                              |
| Sergipe             | Itabaiana              | Vice-campeão do Estadual 2016                         |
| Tocantins           | Gurupi                 | Campeão do Estadual 2016                              |

### Ranking da CBF
Com a definição dos 70 representantes das federações estaduais e dos onze representantes classificados diretamente às oitavas de final, mais dez clubes foram apurados pelo ranking da CBF.
| Pos. | Clube       | Pontos |
| ---- | ----------- | ------ |
| 8º   | São Paulo   | 12 430 |
| 15º  | Ponte Preta | 9 076  |
| 23º  | Ceará       | 6 592  |
| 25º  | Avaí        | 5 894  |
| 32º  | Bragantino  | 5 020  |
| 39º  | Portuguesa  | 3 887  |
| 41º  | Boa Esporte | 3 586  |
| 42º  | Oeste       | 3 468  |
| 43º  | ASA         | 3 370  |
| 45º  | Londrina    | 2 993  |

### Classificados diretamente às oitavas de final
| UF                | Clube               | Forma de classificação                     |
| ----------------- | ------------------- | ------------------------------------------ |
| Goiás             | Atlético Goianiense | Campeão da Série B 2016                    |
| Minas Gerais      | Atlético Mineiro    | 4º colocado do Campeonato Brasileiro 2016  |
| Pará              | Paysandu            | Campeão da Copa Verde 2016                 |
| Paraná            | Atlético Paranaense | 6º colocado do Campeonato Brasileiro 2016  |
| Pernambuco        | Santa Cruz          | Campeão da Copa do Nordeste 2016           |
| Rio de Janeiro    | Flamengo            | 3º colocado do Campeonato Brasileiro 2016  |
| Rio de Janeiro    | Botafogo            | 5º colocado do Campeonato Brasileiro 2016  |
| Rio Grande do Sul | Grêmio              | Campeão da Copa do Brasil 2016             |
| Santa Catarina    | Chapecoense         | Campeão da Copa Sul-Americana de 2016      |
| São Paulo         | Palmeiras           | Campeão do Campeonato Brasileiro 2016      |
| São Paulo         | Santos              | Vice-campeão do Campeonato Brasileiro 2016 |

Notas
- O Atlético Goianiense, que já havia se classificado por ter sido 3º colocado do Campeonato Goiano 2016, conquistou a Série B, o que lhe garantiu participar diretamente às oitavas de final, abrindo uma vaga em seu Estado.
- O Atlético Mineiro, que já havia se classificado por ter sido vice-campeão do Campeonato Mineiro 2016, disputou a Copa Libertadores da América de 2017, o que lhe garantiu participar diretamente às oitavas de final, abrindo uma vaga em seu Estado.
- O Paysandu, que já havia se classificado por ter sido campeão do Campeonato Paraense 2016, conquistou a Copa Verde 2016, o que lhe garantiu participar diretamente às oitavas de final, abrindo uma vaga em seu Estado.
- O Atlético Paranaense, que já havia se classificado por ter sido campeão do Campeonato Paranaense 2016, disputou a Copa Libertadores da América de 2017, o que lhe garantiu participar diretamente às oitavas de final, abrindo uma vaga em seu Estado.
- O Santa Cruz, que já havia se classificado por ter sido campeão do Campeonato Pernambucano 2016, conquistou a Copa do Nordeste 2016, o que lhe garantiu participar diretamente às oitavas de final, abrindo uma vaga em seu Estado.
- O Flamengo, que já havia se classificado por ter sido o 4º colocado do Campeonato Carioca 2016, disputou a Copa Libertadores da América de 2017, o que lhe garantiu participar diretamente às oitavas de final, abrindo uma vaga em seu Estado.
- O Botafogo, que já havia se classificado por ter sido vice-campeão do Campeonato Carioca 2016, disputou a Copa Libertadores da América de 2017, o que lhe garantiu participar diretamente às oitavas de final, abrindo uma vaga em seu Estado.
- O Grêmio, que já havia se classificado por ter sido 3º colocado do Campeonato Gaúcho de 2016, conquistou a Copa do Brasil de 2016, o que lhe garantiu participar diretamente às oitavas de final, abrindo uma vaga em seu Estado.
- A Chapecoense, que já havia se classificado por ter sido campeã do Campeonato Catarinense de 2016, conquistou a Copa Sul-Americana de 2016, o que lhe garantiu participar diretamente às oitavas de final, abrindo uma vaga em seu Estado.
- O Palmeiras conquistou o Campeonato Brasileiro de 2016, o que lhe garantiu participar diretamente às oitavas de final, abrindo uma vaga em seu Estado.
- O Santos, que já havia se classificado por ter sido o campeão do Campeonato Paulista 2016, disputou a Copa Libertadores da América de 2017, o que lhe garantiu participar diretamente às oitavas de final, abrindo uma vaga em seu Estado. A sua vaga conquistada pelo Campeonato Paulista 2016 foi repassada ao Palmeiras que repassou ao clube seguinte.

## Fases iniciais

### Sorteio
Os 80 times classificados para a competição foram divididos em oito potes (A a H) com dez clubes cada, de acordo com Ranking da CBF. A partir daí, os cruzamentos entre os potes foram os seguintes: A x E; B x F; C x G e D x H. Na 1ª fase, os times do grupo 1 (potes de A a D) enfrentam os do grupo 2 (potes de E a H) em jogo único; o time do grupo 1 joga fora de casa e tem a vantagem do empate.

#### Potes do sorteio
Entre parênteses, a classificação do clube no Ranking da CBF
| Primeira fase | Primeira fase | Primeira fase | Primeira fase |
| Pote A | Pote B | Pote C | Pote D |
| --- | --- | --- | --- |
| - Corinthians (4) - Cruzeiro (6) - Internacional (7) - São Paulo (8) - Fluminense (10) - Vasco da Gama (13) - Coritiba (14) - Ponte Preta (15) - Figueirense (16) - Sport (17)                | - Goiás (18) - Vitória (20) - Bahia (21) - América Mineiro (22) - Ceará (23) - Avaí (24) - Criciúma (25) - Joinville (28) - Náutico (29) - ABC (31)                                                                 | - Bragantino (32) - Paraná (33) - América de Natal (34) - Luverdense (35) - Sampaio Corrêa (36) - CRB (37) - Juventude (38) - Portuguesa (39) - Fortaleza (40) - Boa Esporte (41)       | - Oeste (42) - ASA (43) - Vila Nova (44) - Londrina (45) - Botafogo-PB (46) - Salgueiro (49) - Cuiabá (52) - Remo (57) - Ypiranga de Erechim (62) - River-PI (65)                           |
| Pote E | Pote F | Pote G | Pote H |
| - Rio Branco-AC (67) - Campinense (71) - Santos-AP (72) - Globo (77) - Princesa do Solimões (78) - Caldense (81) - Volta Redonda (82) - Moto Club (88) - Vitória da Conquista (89) - CSA (90) | - Boavista-RJ (96) - Atlético Acreano (99) - Comercial-MS (103) - Luziânia (104) - Guarani de Juazeiro (108) - Sergipe (114) - Itabaiana (117) - Ceilândia (118) - Santo André (119) - Desportiva Ferroviária (125) | - São Bento (128) - Murici (130) - Altos (136) - São Raimundo-RR (138) - Anápolis (140) - URT (142) - São Raimundo-PA (143) - Atlético Cearense (146) - Audax (148) - São José-RS (148) | - Brusque (148) - PSTC (148) - Rondoniense (148) - São Francisco-PA (148) - Sete de Dourados (148) - Sinop (148) - Ferroviária (164) - Gurupi (168) - Friburguense (207) - Fast Clube (217) |

### Primeira fase
A primeira fase foi disputada por 80 equipes, em partida única. As equipes mais bem sucedidas no ranking da CBF foram as visitantes e tiveram a vantagem do empate. Os confrontos desta fase foram definidos através de sorteio.
Em itálico, os clubes que possuem o mando de campo no confronto e em negrito os clubes classificados.
| Equipe 1               | Resultado | Equipe 2            |
| ---------------------- | --------- | ------------------- |
| CSA                    | 1–4       | Sport               |
| Sete de Dourados       | 1–0       | River-PI            |
| Boavista-RJ            | 1–0       | Ceará               |
| Atlético Cearense      | 1–2       | Portuguesa          |
| Rio Branco-AC          | 1–0       | Figueirense         |
| Gurupi                 | 2–1       | Londrina            |
| Comercial-MS           | 0–1       | Joinville           |
| São Raimundo-PA        | 2–1       | Fortaleza           |
| Volta Redonda          | 1–2       | Cruzeiro            |
| São Francisco-PA       | 3–0       | Botafogo-PB         |
| Atlético Acreano       | 0–2       | América Mineiro     |
| Murici                 | 3–1       | Juventude           |
| Globo                  | 2–5       | Fluminense          |
| Sinop                  | 1–0       | Salgueiro           |
| Santo André            | 0–1       | Criciúma            |
| Altos                  | 2–0       | CRB                 |
| Princesa do Solimões   | 0–2       | Internacional       |
| Friburguense           | 0–1       | Oeste               |
| Guarani de Juazeiro    | 1–0       | Náutico             |
| São José-RS            | 1–1       | Sampaio Corrêa      |
| Caldense               | 0–1       | Corinthians         |
| Brusque                | 2–1       | Remo                |
| Desportiva Ferroviária | 1–2       | Avaí                |
| URT                    | 1–2       | Luverdense          |
| Campinense             | 0–2       | Ponte Preta         |
| Rondoniense            | 0–2       | Cuiabá              |
| Itabaiana              | 2–4       | Goiás               |
| São Raimundo-RR        | 0–2       | Boa Esporte         |
| Santos-AP              | 0–2       | Vasco da Gama       |
| Fast Clube             | 1–1       | Vila Nova           |
| Luziânia               | 0–2       | Vitória             |
| Anápolis               | 0–0       | Bragantino          |
| Vitória da Conquista   | 1–1       | Coritiba            |
| Ferroviária            | 1–1       | ASA                 |
| Sergipe                | 0–2       | Bahia               |
| São Bento              | 1–1       | Paraná              |
| Moto Club              | 0–1       | São Paulo           |
| PSTC                   | 2–1       | Ypiranga de Erechim |
| Ceilândia              | 1–1       | ABC                 |
| Audax                  | 1–0       | América de Natal    |

### Segunda fase
A segunda fase foi disputada por 40 equipes vencedoras da fase anterior, em partida única. Em caso de empate a vaga seria decidida na disputa por pênaltis. Os confrontos desta fase seguiram o chaveamento predeterminados da fase anterior.
Em itálico, os clubes que possuem o mando de campo no confronto e em negrito os clubes classificados.
| Equipe 1       | Resultado   | Equipe 2            |
| -------------- | ----------- | ------------------- |
| Sport          | 3–0         | Sete de Dourados    |
| Portuguesa     | 0–2         | Boavista-RJ         |
| Gurupi         | 2–0         | Rio Branco-AC       |
| Joinville      | 1–0         | São Raimundo-PA     |
| Cruzeiro       | 6–0         | São Francisco-PA    |
| Murici         | 0–0 (5–4 p) | América Mineiro     |
| Sinop          | 1–3         | Fluminense          |
| Criciúma       | 2–2 (4–3 p) | Altos               |
| Internacional  | 4–1         | Oeste               |
| Sampaio Corrêa | 2–0         | Guarani de Juazeiro |
| Brusque        | 0–0 (4–5 p) | Corinthians         |
| Avaí           | 1–1 (2–3 p) | Luverdense          |
| Ponte Preta    | 1–1 (4–5 p) | Cuiabá              |
| Boa Esporte    | 0–0 (2–3 p) | Goiás               |
| Vila Nova      | 1–2         | Vasco da Gama       |
| Vitória        | 3–2         | Bragantino          |
| Coritiba       | 0–2         | ASA                 |
| Paraná         | 2–0         | Bahia               |
| PSTC           | 2–4         | São Paulo           |
| ABC            | 1–1 (4–1 p) | Audax               |

### Terceira fase
A terceira fase foi disputada por 20 equipes vencedoras da fase anterior, em partidas eliminatórias de ida e volta. Em caso de empate no placar agregado, a regra do gol fora de casa seria considerada e, persistindo a igualdade, a vaga seria definida na disputa por pênaltis. Os confrontos desta fase seguiram o chaveamento predeterminados da fase anterior.
Em itálico, os clubes que possuem o mando de campo no primeiro jogo do confronto e em negrito os clubes classificados.
| Equipe 1       | Total       | Equipe 2      | 1.º jogo | 2.º jogo |
| -------------- | ----------- | ------------- | -------- | -------- |
| Boavista-RJ    | 0–4         | Sport         | 0–3      | 0–1      |
| Joinville      | 3–2         | Gurupi        | 3–1      | 0–1      |
| Murici         | 0–5         | Cruzeiro      | 0–2      | 0–3      |
| Criciúma       | 3–4         | Fluminense    | 1–1      | 2–3      |
| Sampaio Corrêa | 1–7         | Internacional | 1–4      | 0–3      |
| Luverdense     | 1–3         | Corinthians   | 0–2      | 1–1      |
| Goiás          | 5–1         | Cuiabá        | 4–0      | 1–1      |
| Vasco da Gama  | 1–2         | Vitória       | 1–1      | 0–1      |
| ASA            | 0–0 (1–4 p) | Paraná        | 0–0      | 0–0      |
| São Paulo      | 4–2         | ABC           | 3–1      | 1–1      |

### Quarta fase

#### Sorteio
Para esta fase, em 17 de março foi realizado um novo sorteio, pela CBF, definindo os confrontos e sua ordem.
| Pote único                                                                                   |
| -------------------------------------------------------------------------------------------- |
| Corinthians Cruzeiro Fluminense Goiás Internacional Joinville Paraná São Paulo Sport Vitória |

#### Confrontos
A quarta fase foi disputada por 10 equipes vencedoras da fase anterior, em partidas eliminatórias de ida e volta. Em caso de empate no placar agregado, a regra do gol fora de casa seria considerada e, persistindo a igualdade, a vaga seria definida na disputa por pênaltis.
Em itálico, os clubes que possuem o mando de campo no primeiro jogo do confronto e em negrito os clubes classificados.
| Equipe 1      | Total       | Equipe 2    | 1.º jogo | 2.º jogo |
| ------------- | ----------- | ----------- | -------- | -------- |
| Sport         | 3–3 (4–3 p) | Joinville   | 2–1      | 1–2      |
| Vitória       | 0–2         | Paraná      | 0–2      | 0–0      |
| Goiás         | 2–4         | Fluminense  | 2–1      | 0–3      |
| Internacional | 2–2 (4–3 p) | Corinthians | 1–1      | 1–1      |
| São Paulo     | 2–3         | Cruzeiro    | 0–2      | 2–1      |

## Fase final

### Oitavas de final

#### Sorteio
Para esta fase foi realizado um novo sorteio com as 5 associações provenientes da fase anterior e as 11 equipes previamente classificadas. O Pote 1 ficou com as oito equipes que disputaram a Libertadores e o Pote 2, as três classificadas antecipadamente que não disputaram a competição continental mais os cinco classificados da fase anterior.
| Pote 1 | Pote 2 |
| --- | --- |
| Grêmio (1) Palmeiras (2) Santos (3) Atlético Mineiro (5) Flamengo (9) Atlético Paranaense (11) Botafogo (12) Chapecoense (19) | Cruzeiro (6) Internacional (7) Fluminense (10) Sport (17) Santa Cruz (26) Atlético Goianiense (27) Paysandu (30) Paraná (33) |

Entre parênteses, o Ranking da CBF

#### Confrontos
Em itálico, os clubes que possuem o mando de campo no primeiro jogo do confronto e em negrito os clubes classificados.
| Equipe 1   | Total    | Equipe 2            | 1.º jogo | 2.º jogo |
| ---------- | -------- | ------------------- | -------- | -------- |
| Paraná     | 3–4      | Atlético Mineiro    | 3–2      | 0–2      |
| Botafogo   | 3–2      | Sport               | 2–1      | 1–1      |
| Flamengo   | 2–1      | Atlético Goianiense | 0–0      | 2–1      |
| Santos     | 5–1      | Paysandu            | 2–0      | 3–1      |
| Grêmio     | 5–1      | Fluminense          | 3–1      | 2–0      |
| Santa Cruz | 0–2      | Atlético Paranaense | 0–0      | 0–2      |
| Palmeiras  | 2–2 (gf) | Internacional       | 1–0      | 1–2      |
| Cruzeiro   | 1–0      | Chapecoense         | 1–0      | 0–0      |

### Quartas de final

#### Sorteio
Para esta fase, foi realizado um novo sorteio, pela CBF, no dia 5 de junho às 11h (UTC–3) no auditório da entidade. Todos os oito clubes classificados estavam em um pote único, sem restrições de cruzamentos.
| Pote único                                                                              |
| --------------------------------------------------------------------------------------- |
| Atlético Mineiro Atlético Paranaense Botafogo Cruzeiro Flamengo Grêmio Palmeiras Santos |